# Dan Bilzerian
Daniel Brandon Bilzerian (Tampa, Flórida, 7 de dezembro de 1980) é uma celebridade da internet, jogador de pôquer e ator, conhecido principalmente por seu estilo de vida extravagante.

## Infância e juventude
Bilzerian nasceu em Tampa, Flórida, o filho de Paul Bilzerian e Terri Steffen. Ele é o irmão do jogador de poker Adam Bilzerian. Ele é de ascendência armênia por parte de pai, e disse que metade da família Bilzerian foi morta durante o genocídio armênio. Seu pai era um investidor em Wall Street que deu fundos fiduciários para ambos os seus filhos. Bilzerian entrou para o programa de treinamento da marinha americana (Navy SEAL) em 2000; no entanto, depois de várias tentativas, ele não se graduou. Ele teria sido tirado do programa por uma "violação de segurança na faixa de disparo." Bilzerian mais tarde matriculou-se na Universidade da Flórida, com especialização em Negócios e Criminologia.

## Carreira no pôquer
Bilzerian participou da Série Mundial de Pôquer de 2009, terminando em 180º lugar. Em novembro de 2011, Bilzerian, juntamente com outros dez jogadores, incluindo os atores Tobey Maguire, Nick Cassavetes e Gabe Kaplan, foram ordenados a devolver os ganhos recebidos em jogos de pôquer contra Bradley Ruderman, após este ser condenado à prisão. O dinheiro foi usado para pagar algumas das vítimas que Ruderman havia aplicado golpes ao longo de sua carreira criminal através do Esquema Ponzi. Nesse mesmo ano, Bilzerian defendeu publicamente Alex Rodriguez contra as acusações de que ele havia jogado ilegalmente, alegando que estava presente quando a suposta partida ocorreu, e que Rodriguez não estava presente naquele dia. Em novembro de 2013, Bilzerian divulgou que havia recebido US $ 10,8 milhões em uma única noite jogando pôquer, o que nunca foi confirmado, e em 2014 afirmou ter recebido US $ 50 milhões ao longo do ano, acrescentando que "não joga mais contra profissionais e o máximo de dinheiro que já perdeu em uma única sessão foi US $ 3,6 milhões".

## Vida pessoal
Bilzerian divide seu tempo entre casas em Hollywood Hills, bairro de Los Angeles e Las Vegas. Em junho de 2018, ele comprou uma mansão em Bel Air, outro bairro nobre de Los Angeles.
Por causa de seu estilo de vida luxuoso e do abuso de drogas, Bilzerian sofreu dois ataques cardíacos antes dos 32 anos. Bilzerian contou em uma entrevista, que perdeu sua virgindade aos 13 anos com uma prostituta.
Em junho de 2015, anunciou sua candidatura para concorrer ao cargo de Presidente dos Estados Unidos na eleição de 2016. Ele parou sua corrida para a presidência, em dezembro de 2015 e endossou a de Donald Trump. Em outubro de 2016, o cantor americano de R&B T-Pain lançou uma música com o nome de Dan Bilzerian.
Antisemitismo
Bilzerian gerou controvérsia por uma série de declarações contra os judeus e o judaísmo já em 2010. Ele declarou publicamente que o povo judeu perpetrou o Holodomor na Ucrânia soviética, assassinou John F. Kennedy em 1963 e Muammar Gaddafi em 2011, criou o "absurdo transgênero" e orquestrou os ataques de 11 de setembro e a Guerra do Iraque, entre outras afirmações e teorias de conspiração antissemitas. Ele também afirmou que a Alemanha nazista "floresceu" quando "Hitler removeu os judeus do sistema bancário" e que a era de ouro da Espanha começou porque expulsou os judeus no final da Reconquista em 1492.

## Tiroteio em Las Vegas
No dia 1 de outubro de 2017, Bilzerian estava presente no tiroteio em Las Vegas e filmou a si mesmo várias vezes naquela noite, postando seus vídeos no Instagram. No primeiro, ele descreveu o tiroteio e estava fugindo para sua segurança. Em seus dois últimos vídeos, ele estava indo para casa, dizendo "Eu não acho que há muito que eu possa fazer".
Houve debate na mídia sobre suas decisões naquela noite: alguns elogiaram sua bravura por voltar, outros o criticaram por fugir e filmar. Mais tarde, outros vídeos dele naquela noite apareceram. Um mostrava-o revistando um carro da polícia e outro o mostrava correndo de volta ao atirador antes de pedir à polícia por uma arma, tendo o pedido negado.

## Redes Sociais
Coroado o Rei do Instagram por seus seguidores (ele tem mais de 16 milhões deles, e adiciona outros 20.000 ou mais por dia) seu feed documenta um estilo de vida tão ultrajante e aparentemente livre de restrições morais, financeiras ou legais, é como se ele habitasse um filme de Jason Statham, ou um romance de Hunter S Thompson - apenas com carros mais rápidos, fêmeas menos inibidas, e armas mais avançadas.

## Filmografia
- 2013: Olympus Has Fallen
- 2013: Lone Survivor
- 2014: The Other Woman
- 2014: The Equalizer
- 2014: Cat Run 2
- 2015: Extraction
- 2016: War Dogs